# Tenango de Doria
Tenango de Doria est une ville et l'une des 84 municipalités de Hidalgo, au centre-est du Mexique.